# Floresorchestia anpingensis
Floresorchestia anpingensis is een vlokreeftensoort uit de familie van de Talitridae. De wetenschappelijke naam van de soort is voor het eerst geldig gepubliceerd in 2008 door Miyamoto & Morino.